# Andreas Mattiæ
Andreas Mattiæ, var en svensk präst.

## Biografi
Andreas Mattiæ arbetade under 1600-talets början som kyrkoherde i Lena församling, Skara stift.

### Familj
Andreas Mattiæ var gift med Kerstin Torstensdotter. De fick tillsammans barnen generalkvartermästaren Johan Wärnschöld (1610–1674) i Stockholm och Anna Lenaeus som var gift med kyrkoherden Olaus Torstani i Fässbergs församling.